# (6910) Ikeguchi
(6910) Ikeguchi es un asteroide perteneciente al cinturón de asteroides, región del sistema solar que se encuentra entre las órbitas de Marte y Júpiter.
Fue descubierto el 17 de marzo de 1991 por Satoru Otomo y el también astrónomo Osamu Muramatsu desde Kiyosato, Japón.

## Designación y nombre
Designado provisionalmente como 1991 FJ, fue nombrado  por Kunio Ikeguchi (n. 1953) quien es miembro del Club de Astronomía de Yonago y divulgador de la astronomía en Tottori.

## Características orbitales
Ikeguchi está situado a una distancia media del Sol de 3,048 ua, pudiendo alejarse hasta 3,182 ua y acercarse hasta 2,915 ua. Su excentricidad es 0,044 y la inclinación orbital 9,081 grados. Emplea 1944,11 días en completar una órbita alrededor del Sol.
Los próximos acercamientos a la órbita de Júpiter ocurrirán el 11 de octubre de 2047, el 21 de abril de 2057 y el 11 de septiembre de 2105.
Pertenece a la familia de asteroides de (221) Eos.

## Características físicas
La magnitud absoluta de Ikeguchi es 12,53. 